# Red's Dream
Red's Dream es un cortometraje estadounidense de 1987 producido por Pixar y dirigido por John Lasseter. El cortometraje, que dura cuatro minutos, está protagonizado por Red, un monociclo. Apoyado en la esquina de una tienda de bicicletas en una noche lluviosa, Red sueña con una fantasía en la que se convierte en la estrella de un circo. Red's Dream fue el segundo cortometraje animado por computadora de Pixar después de Luxo Jr. en 1986, también dirigido por Lasseter.
Red's Dream (está más fuertemente impulsado por los personajes que Luxo Jr. El corto fue diseñado para demostrar nuevas innovaciones técnicas en imágenes. El corto fue creado empleando el propio Pixar Image Computer de la compañía, pero las limitaciones de memoria de la computadora llevaron al grupo de animación a abandonarlo para otros proyectos. El espacio se estaba reduciendo en la empresa y, como resultado, Lasseter y su equipo trabajaron en un pasillo durante la producción, donde Lasseter a veces dormía durante días y días.
El corto se estrenó en la conferencia anual SIGGRAPH en Anaheim el 10 de julio de 1987 y recibió el entusiasmo general de sus asistentes. Red's Dream nunca se adjuntó a ninguna función posterior de Pixar, a diferencia de muchos otros cortos de Pixar. La película fue lanzada para video casero como parte de Tiny Toy Stories en 1996 y Pixar Short Films Collection, Volume 1 en 2007.

## Argumento
En una noche lluviosa en una ciudad desierta sin nombre donde no se puede ver a nadie, un monociclo rojo llamado Red está tirado en la esquina de liquidación de una tienda de bicicletas llamada «Eben's Bikes». Red sueña con ser el centro de un acto de circo, que se representa dentro de una secuencia de sueños en la que es montado por un payaso de circo llamado Lumpy. Después de montar en bicicleta en el escenario con poca fanfarria, Lumpy comienza un acto de malabarismo con tres bolas de colores, que continuamente deja caer por accidente, lo que hace que el monociclo salga rodando debajo de él y las atrape. Eventualmente, Lumpy lanza accidentalmente una de las bolas fuera del ring, lo que hace que Red salga y la recupere sin que él se dé cuenta. Después de darse cuenta de que su monociclo está fuera de sus pies, Lumpy cae y desaparece del sueño, después de lo cual Red atrapa las otras dos pelotas y las hace malabares con un estruendoso aplauso; sin embargo, el sueño termina y Red se despierta después de inclinarse ante la audiencia y se da cuenta de que todavía está en la tienda de bicicletas. Deprimido, regresa al rincón donde antes descansaba y vuelve a estar inanimado.

## Producción
Red's Dream fue el segundo cortometraje creado por el estudio de animación por computadora Pixar, después de su película de 1986, Luxo Jr.  para su próximo cortometraje, que se presentaría en la convención de 1987 SIGGRAPH, Ed Catmull quería que el personal de Pixar hiciera una película que usara Pixar Image Computer y el software de renderizado Chapreyes. Lasseter comenzó a desarrollar una historia sobre un payaso de circo que es eclipsado por su propio monociclo, mientras William Reeves y Eben Ostby trabajaban simultáneamente en sus propias ideas; Ostby había querido animar una bicicleta, y Reeves estaba trabajando para crear un entorno lluvioso en una ciudad. Al final, los tres combinaron sus ideas, lo que resultó en el desarrollo de Red's Dream. La idea de una tienda de bicicletas para un escenario se inspiró en Ostby, un entusiasta del ciclismo y programador gráfico de Pixar, que había estado trabajando para generar una imagen fija compleja de una tienda de bicicletas. Lasseter, Reeves y Ostby querían probar y darle a la película un aspecto claramente «oscuro y de mal humor» al llevarla a cabo en un entorno de ciudad lluviosa. Cuándo al desarrollar la historia de la película, Lasseter dijo que quería crear algo con más «patetismo» detrás, refiriendo en broma el desarrollo de la película como el «período azul» de Pixar debido al impulso emocional detrás del cortometraje.
El proyecto de la película vino con dos fundamentos técnicos; Las escenas de la tienda de bicicletas al principio y al final estaban destinadas a demostrar la representación de imágenes muy complejas. Debido a la complejidad geográfica de las bicicletas con radios y los accesorios de la tienda, un cuadro de animación típico de las escenas contenía más de diez mil primitivas geométricas, que a su vez estaban formadas por más de treinta millones de polígonos. La secuencia de los sueños. por otro lado, fue para demostrar las capacidades de renderizado de Pixar Image Computer. Un ingeniero llamado Tony Apodaca había convertido el software de renderizado de Pixar para que se ejecutara en el PIC, pero resultó que el diseño de la máquina dejó a sus procesadores sin suficiente memoria para usar un programa tan complejo como Chapreyes, y así Apodaca pudo convertir solo una parte de sus características para su uso con las computadoras. Debido a estas limitaciones, la secuencia del sueño terminó pareciendo más cruda que el resto de la película, y Red's Dream fue la primera y la última película de Pixar que se hizo con el PIC. El payaso, apodado «Lumpy» por los realizadores, fue uno de los primeros personajes humanos de Pixar; Para darle una estructura facial «orgánica», el personaje fue primero esculpido en un modelo y luego escaneado en una computadora usando un digitalizador. Las escenas con malabares se crearon animando la trayectoria del monociclo, y luego se colocaron las bolas en el escenario, con un algoritmo de programación cuadrática que calculaba automáticamente su trayectoria de viaje. Debido a la incapacidad del PIC de realizar cualquier desenfoque de movimiento, Lasseter en su lugar utilizó aplastar y estirar, que también fue calculado por el QP, para animar de manera convincente las bolas que rebotan.
A medida que se desarrollaba Red's Dream, el espacio en Pixar se reducía en su bungalow del condado de Marin; Durante la producción, el grupo de animación, formado por Lasseter junto con varios «directores técnicos» que crearon modelos y sombreadores, trabajó en un pasillo. Hacia el final de la producción, Lasseter trabajó y durmió en los pasillos durante días y días. Una noche, unas dos semanas antes de la fecha límite de SIGGRAPH, un ingeniero llamado Jeff Mock trajo su videocámara y filmó una entrevista falsa con Lasseter, quien bromeó sobre las condiciones. Acababa de pasar cinco días animando una secuencia de trescientos fotogramas: doce segundos y medio de película.
Poco después de la finalización de Red's Dream, los animadores Frank Thomas y Ollie Johnston, dos de los legendarios nueve animadores originales de Walt Disney conocidos como «Nine Old Men», visitaron a Lasseter en Pixar y vieron una proyección. Thomas evidentemente se liberó de sus dudas anteriores sobre la animación por computadora, expresadas en un ensayo de 1984 en el que argumentó que la animación por computadora nunca podría producir algo tan significativo como su predecesor dibujado a mano. Después de ver la película, estrechó la mano de Lasseter y le dijo de manera significativa: «John, lo hiciste».